# Thylogale
Thylogale là một chi động vật có vú trong họ Macropodidae, bộ Hai răng cửa. Chi này được Gray miêu tả năm 1837. Loài điển hình của chi này là Halmaturus (Thylogale) eugenii Gray, 1837 (= Halmaturus thetis Lesson, 1828).

## Hình ảnh

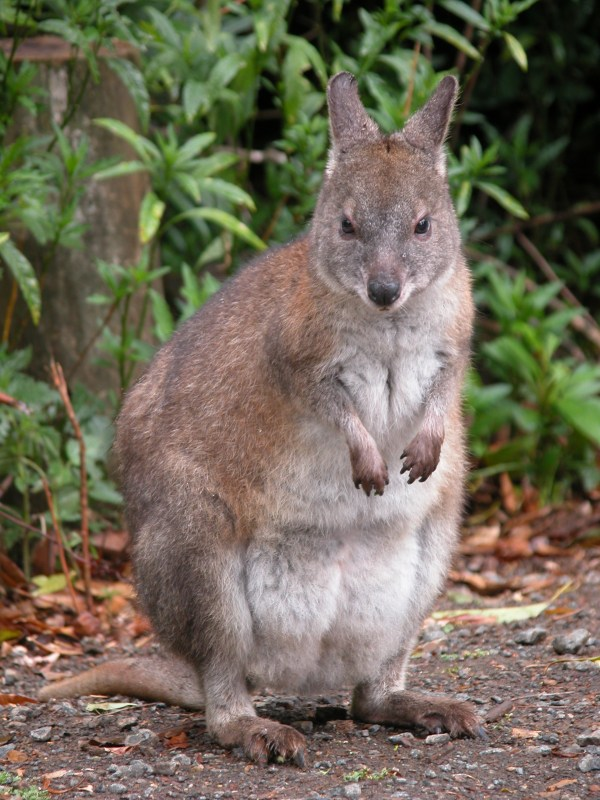
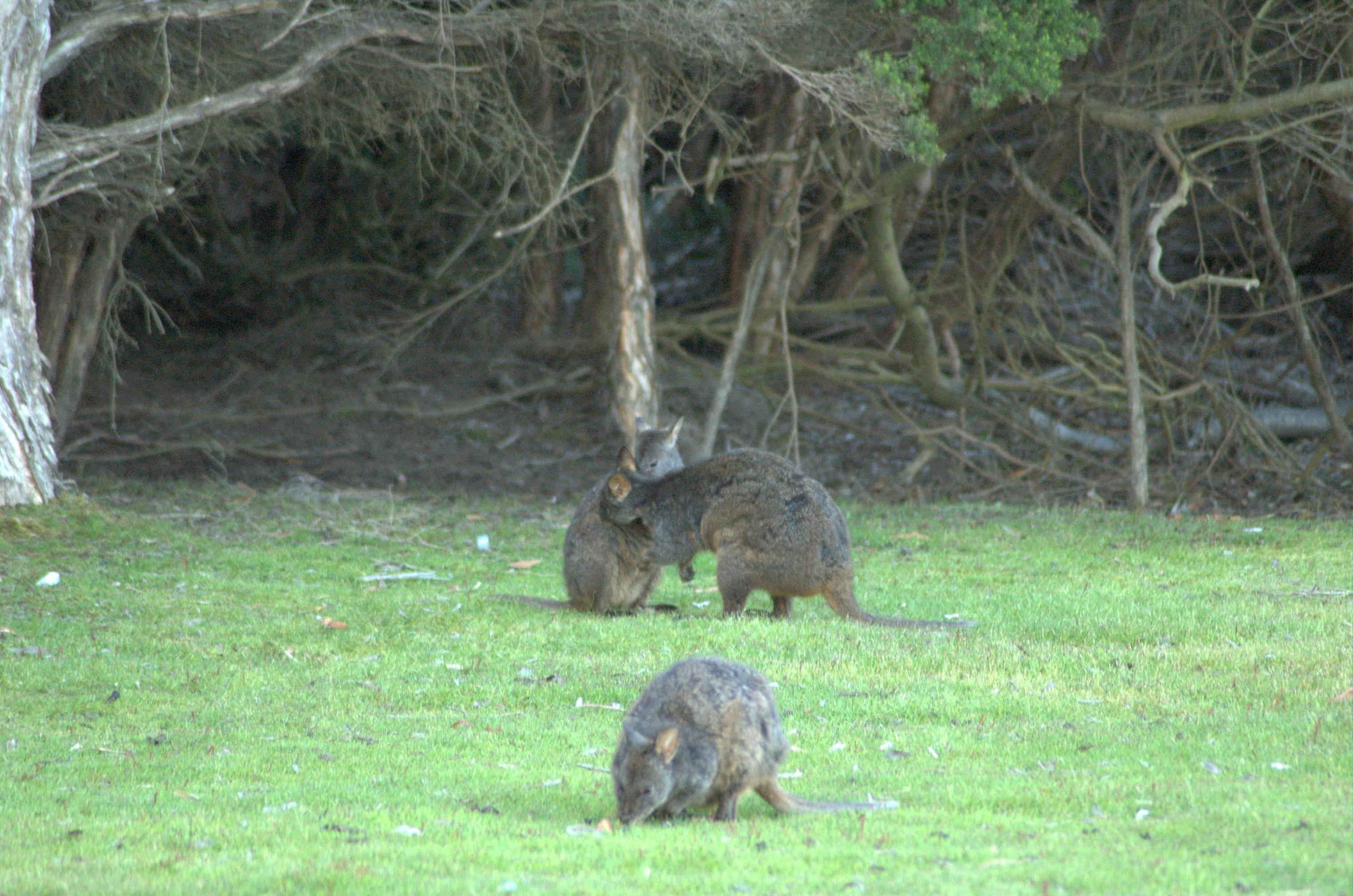

## Các loài
Chi này gồm các loài: